# Meterana pascoei
Meterana pascoei är en fjärilsart som beskrevs av Gordon J. Howes 1912. Meterana pascoei ingår i släktet Meterana och familjen nattflyn. Inga underarter finns listade i Catalogue of Life.